# São Sebastião de Lagoa de Roça
São Sebastião de Lagoa de Roça là một đô thị thuộc bang Paraíba, Brasil. Đô thị này có diện tích 49,882 km², dân số năm 2007 là 14937 người, mật độ 219,3 người/km².